# 허저
허저(許褚, ? ~ ?)는 후한 ~ 위나라의 무장으로 자는 중강(仲康)이며 예주 초국(譙國) 초현(譙縣) 사람이다. 호치(虎癡)란 별명이 있다. 우월한 완력과 우직한 성품으로 조조의 신임을 받아 그 경호를 맡았으며 용맹을 떨쳤다.

## 생애

### 괴력의 사내
후한 말 수천 명으로 자경단을 조직해 도적을 방비했다. 여남군 갈피(葛陂)의 도적 1만여 명이 쳐들어오니 비록 수는 적었지만 극한에 다다를 때까지 사력을 다해 싸웠다. 화살이 떨어졌어도 돌을 던지며 저항하니 도적이 감히 접근하지 못했다. 식량마저 동나자 일단 강화하고 소를 주는 대신 먹을 것을 받기로 했다. 도적이 와서 소를 몰고 가려 했는데 자꾸 도망치는 바람에 쉽지 않았다. 이에 허저가 한 손으로 소꼬리를 잡고는 약 100보를 끌고 갔다. 도적들이 놀라서는 소도 취하지 않고 줄행랑쳤다. 회(淮), 여(汝), 진(陳), 양(梁) 일대에 소문이 퍼져 모두 두려워했다.

### 조조를 경호
197년 무리를 이끌고 조조에게 귀순하였다. 자신은 도위(都尉)가, 자신을 따르는 협객들은 호사(虎士)가 되어 조조의 호위를 맡았다. 장수(張繡) 정벌전에 선봉으로 활약하여 교위(校尉)가 됐다. 199년 관도 대전에 종군하였다. 당시 조조를 곁에서 모시던 서타(徐他) 등의 무리가 조조 암살을 모의했는데, 허저가 항상 좌우에서 호위했으므로 두려워 감히 실행에 옮기지 못했다. 허저가 쉴 때만을 노리다가 마침내 칼을 품고 조조의 장막에 난입하였으나 밖에 있던 허저가 수상함을 느끼고 즉시 돌아왔다. 서타 등은 허저를 보고는 얼굴색이 변할 정도로 경악했고 그 자리에서 죽었다. 조조의 신임은 더욱 두터워졌고 언제나 곁을 떠나지 못하게 했다. 업성 전투에서도 힘껏 싸워 공을 세웠으므로 관내후(關內侯)에 봉해졌다.

### 동관 전투
211년 조조가 동관(潼關)에서 한수와 마초를 격퇴하려 했다. 군대를 이끌고 강의 북쪽으로 도하하던 중 조조와 허저의 호사 100여 명이 미처 건너지 못했는데 마초가 보병과 기병 1만여 명으로 습격하여 화살이 비처럼 쏟아졌다. 허저가 급히 조조를 부축하여 배에 올랐지만 마초군도 달라붙었고 이들과 격렬하게 싸우며 왼손으로 말 안장을 들어 조조를 보호하였다. 난전 속에 뱃사공까지 유시(流矢)에 맞아 죽자 오른손으로 배를 저어 간신히 빠져나왔다. 이후 조조가 한수, 마초와 말을 탄 채 회담할 때 아무도 따르지 못하게 하고 달랑 허저만 데려갔다. 마초는 허저의 용명을 익히 알았기에 조조에게 그에 대해서 물었다. 조조가 고개로 허저를 가리키자 허저는 눈을 부릅뜨고 마초를 노려보았다. 마초는 헛된 행동을 하지 않고 각자의 진영으로 돌아갔다. 며칠 후 서로 교전하여 마초군을 크게 무찌르고 무위중랑장(武衛―)으로 승진했다.

### 양평관 전투
215년 조조가 장로를 정벌할 때 그 동생 장위가 수만 명을 거느리고 양평관(陽平關)에서 항전하였다. 조조가 산 위의 여러 진지를 공격했지만 공략하지 못하고 사상자만 늘어났다. 군량마저 떨어져서 퇴각을 결심하고 하후돈과 허저로 하여금 산 위에 흩어져 있는 병사들을 불러오게 하였다. 그러나 고조(高祚)가 지휘하던 최전선의 부대가 미처 돌아오지 못하고 밤에 그만 장위군의 진영으로 잘못 들어갔다. 때마침 사슴 수천 마리가 돌입하고 잘못 들어간 고조도 북과 피리를 울리니 장위가 크게 놀라 도망쳤다. 하후돈과 허저는 같이 후군에 있던 신비와 유엽이 이 사실을 말한 후에야 알아차렸다.

### 조조 사후
조조가 죽었을 때 허저는 피를 토하며 통곡했다. 조비가 황제에 오르자 만세정후(萬歲亭侯)에 봉해지고 무위장군(武衛將軍)에 임명되어 여전히 근위병을 맡았다. 허저를 따랐던 자들도 공이 높아 제후에 오른 자가 수십 명이요 도위나 교위가 된 자는 100여 명이었다. 조예는 즉위하며 허저를 모향후(牟鄕侯)에 봉하고 식읍 700호를 주었으며 그 아들에게는 관내후의 작위를 내렸다. 허저가 죽자 시호는 장후(壯侯)라 하였다.

## 용모와 성품
키가 8척(尺) 정도에 허리가 10위(圍)인 거구였다. 씩씩하고 굳셌으며 용맹함과 힘이 남보다 아주 뛰어났다. 몸가짐이나 언행을 항상 조심하여 말수가 적었고 미련하다 싶을 정도로 고지식하게 법규를 준수하며 수수했다. 그래서 미련한 호랑이라는 호치라고 불렸다. 한번은 조조의 종실이자 조정의 중신인 정남장군(征南―) 조인이 형주에서 조조를 보러 왔다. 조조가 아직 전각에서 나오지 않아 일단 허저와 만나 대화하려했다. 그러나 허저는 조인이 예를 갖추었음에도 조조가 곧 나온다는 말만 남기고 들어가버렸다. 이에 조인이 불쾌히 여겼다. 어떤 사람이 허저를 질책하자 “그는 아무리 충신이라 해도 외번(外蕃)입니다. 왕을 바로 가까이서 모시는 자가 어찌 사사로이 얘기를 나눌 수 있겠습니까?”라고 대답하였다. 조조가 이를 듣고는 허저를 더욱 아끼고 의지했으며 중견장군(中堅―)으로 승진시켰다.

## 평가
조조는 자신의 번쾌라고 평했고 진수 역시 이에 동의했다. 배송지는 동관의 위기는 허저가 아니면 구하지 못했을 것이며 전위보다도 그 공이 뛰어나다고 하였다.

## 삼국지연의
사서가 아닌 소설 《삼국지연의》에서는 원소에게서 망명한 허유가 관도 대전 종료 후 조조를 업신여기며 매우 오만하게 굴자 죽인다. 동관 전투에서 마초와 일기토를 벌여 웃통을 벗고 몇백 합을 겨룬다. 장로가 항복했는데도 끝까지 저항하는 장위를 죽인다.

## 가계
- 형 : 허정(許定)
- 본인 : 허저
  - 아들 : 허의
    - 손자 : 허종(許綜)

## 관련 작품

### 드라마
- 《삼국》, 중국 CCTV, 2010년, 궈타오(중국어 간체자: 郭涛, 정체자: 郭濤, 곽도)

## 같이 보기
- 삼국지 인물 목록

## 참고 문헌
- 《삼국지》18권 위서 제18 허저